# Joachim Herz
Joachim Herz (ur. 15 czerwca 1924 w Dreźnie, zm. 18 października 2010 w Lipsku) – niemiecki reżyser operowy.

## Życiorys
W latach 1945–1949 uczył się gry na fortepianie i klarnecie oraz teorii muzyki w Hochschule für Musik w Dreźnie, następnie w latach 1949–1951 studiował muzykologię na Uniwersytecie Berlińskim. Jeszcze w czasie studiów został asystentem swojego profesora Heinza Arnolda. W latach 1951–1953 pracował w operze drezdeńskiej, następnie zatrudniony był w berlińskiej Komische Oper (1953–1956) i w operze w Kolonii (1956–1957). W 1957 roku otrzymał posadę kierownika artystycznego w operze w Lipsku, od 1959 do 1976 roku pełnił funkcję jej dyrektora. Wystawił Śpiewaków norymberskich na inaugurację nowego gmachu opery w 1960 roku, a w latach 1973–1976 zrealizował tam kompletny cykl Pierścień Nibelunga. Od 1976 do 1980 pełnił funkcję intendenta Komische Oper w Berlinie. W latach 1981–1991 był dyrektorem opery w Dreźnie. W 1985 roku wystawił Wolnego strzelca Carla Marii von Webera na uroczystości oddania do użytku odbudowanego ze zniszczeń wojennych budynku drezdeńskiej Semperoper.
Opublikował prace Musiktheater: Beiträge zur Methodik und zu Inszenierungskonzeptionen (wspólnie z Walterem Felsensteinem, Lipsk 1970), Joachim Herz über Musiktheater (Berlin 1974), Und Figaro lässt sich scheiden: Oper als Idee und Interpretation (Monachium 1985), Joachim Herz: Theater, Kunst des erfüllten Augenblicks: Briefe, Vorträge, Notate, Gesprache, Essays (Berlin 1989).